# Vườn quốc gia

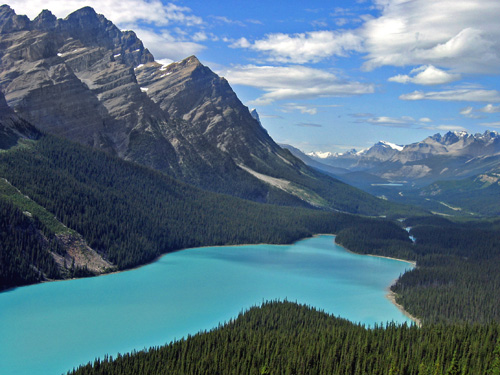
Vườn quốc gia Banff, Alberta, Canada.

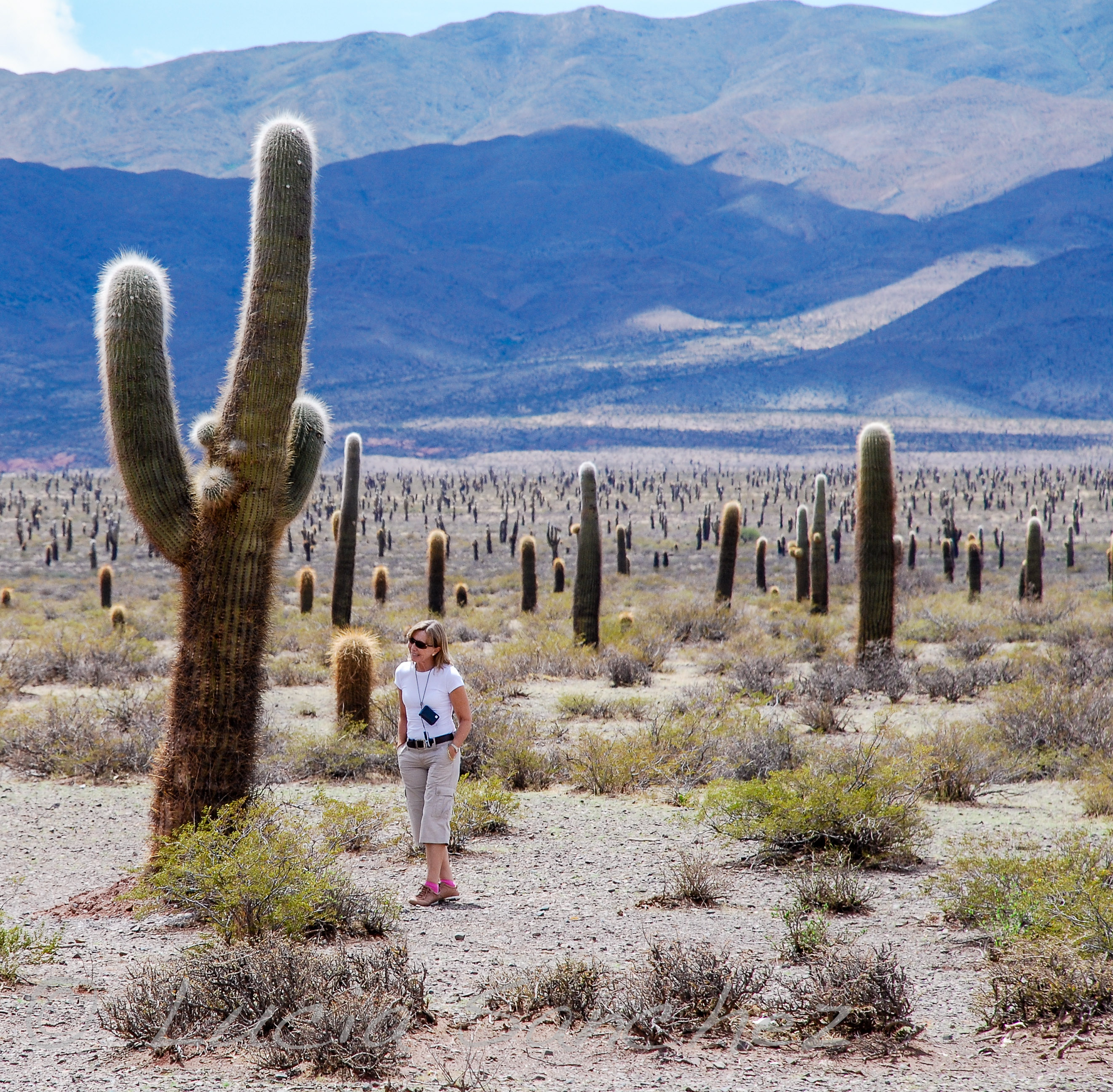
Vườn quốc gia Los Cardones, Argentina.

Vườn quốc gia hay công viên quốc gia là một khu vực đất hay biển được bảo tồn bằng các quy định pháp luật của chính quyền sở tại. Vườn quốc gia được bảo vệ nghiêm ngặt khỏi sự khai thác, can thiệp bởi con người. Vườn quốc gia thường được thành lập ở những khu vực có địa mạo độc đáo có giá trị khoa học hoặc những khu vực có hệ sinh thái phong phú, có nhiều loài động-thực vật có nguy cơ tuyệt chủng cao cần được bảo vệ nghiêm ngặt trước sự khai thác của con người. Các vườn quốc gia là một khu vực được bảo vệ theo quy định của IUCN loại II. Vườn quốc gia lớn nhất thế giới là Vườn quốc gia Đông Bắc đảo Greenland được thành lập năm 1974.

## Định nghĩa
Theo định nghĩa của Liên minh Quốc tế Bảo tồn Thiên nhiên và Tài nguyên Thiên nhiên (IUCN) thì vườn quốc gia là:
Khu vực tự nhiên của vùng đất và/hoặc vùng biển, được chọn để
(a) bảo vệ tình trạng nguyên vẹn sinh thái của một hay nhiều hệ sinh thái cho các thế hệ hiện tại và tương lai,
(b) loại bỏ việc khai thác hay chiếm giữ không thân thiện đối với các mục đích của việc chọn lựa khu vực và
(c) chuẩn bị cơ sở cho các cơ hội tinh thần, khoa học, giáo dục, giải trí và tham quan, tất cả các cơ hội đó phải có tính tương thích về văn hóa và môi trường.
Theo quyết định số 186/2006/QĐ-TTg ngày 14 tháng 8 năm 2006 của Thủ tướng Chính phủ Việt Nam, thay thế cho Quyết định số 08/2001/QĐ-TTg ngày 11 tháng 1 năm 2001 về Quy chế quản lý rừng thì vườn quốc gia là một dạng rừng đặc dụng, được xác định trên các tiêu chí sau:
- Vườn quốc gia là khu vực tự nhiên trên đất liền hoặc ở vùng đất ngập nước, hải đảo, có diện tích đủ lớn được xác lập để bảo tồn một hay nhiều hệ sinh thái đặc trưng hoặc đại diện không bị tác động hay chỉ bị tác động rất ít từ bên ngoài; bảo tồn các loài sinh vật đặc hữu hoặc đang nguy cấp.
- Vườn quốc gia được quản lý, sử dụng chủ yếu phục vụ cho việc bảo tồn rừng và hệ sinh thái rừng, nghiên cứu khoa học, giáo dục môi trường và du lịch sinh thái.
- Vườn quốc gia được xác lập dựa trên các tiêu chí và chỉ số: về hệ sinh thái đặc trưng; các loài động vật, thực vật đặc hữu; về diện tích tự nhiên của vườn và tỷ lệ diện tích đất nông nghiệp, đất thổ cư so với diện tích tự nhiên của vườn

## Lịch sử
Ý tưởng về việc thiết lập cảnh quan thiên nhiên đáng được bảo vệ cụ thể nào đó dưới sự bảo vệ có nguồn gốc từ đầu thế kỷ 19. Nhà thơ người Anh William Wordsworth năm 1810 đã viết về hồ District như là "một loại tài sản quốc gia trong đó mọi người có quyền và lợi ích, những người có mắt để nhận biết và trái tim để thưởng thức". Họa sĩ Mỹ George Catlin năm 1832, trong những chuyến đi về miền tây nước Mỹ, đã viết rằng thổ dân Bắc Mỹ tại Hoa Kỳ cần được bảo toàn: bằng một số chính sách bảo vệ lớn của chính quyền... trong khu vườn tráng lệ... Một vườn quốc gia, chứa người và động vật, tất cả trong sự hoang dã và trong sạch của vẻ đẹp tự nhiên của họ!. Nam tước Thụy Điển gốc Phần Lan Adolf Erik Nordenskiöld cũng đưa ra ý kiến tương tự vào năm 1880. Nhà tự nhiên học người Mỹ gốc Scotland John Muir cũng đã đưa ra các cảm hứng trong việc thiết lập các vườn quốc gia, đề cập tới nhiều ý tưởng của các phong trào bảo tồn, môi trường và quyền động vật sau này. Ý tưởng chung của họ là giữ lại những điều kỳ diệu của thiên nhiên sao cho các thế hệ tương lai có thể thưởng thức chúng và tìm lại được chúng tại nơi đó.

## Ra đời
Cố gắng đầu tiên để thiết lập những vùng đất được bảo vệ là tại Hoa Kỳ, vào ngày 20 tháng 4 năm 1832, khi tổng thống Andrew Jackson ký một sắc luật để dự trữ 4 vùng đất xung quanh khu vực ngày nay là Hot Springs, Arkansas nhằm bảo vệ các suối nước nóng tự nhiên và các khu vực núi cận kề để chính quyền Hoa Kỳ sử dụng trong tương lai. Nó được biết đến như là Khu bảo tồn Hot Springs. Tuy nhiên đã không có cơ quan quyền lực nhà nước nào được thành lập và việc kiểm soát của liên bang đối với khu vực đã không được thiết lập một cách rõ ràng cho tới tận năm 1877.
Cố gắng tiếp theo nhằm thiết lập những vùng đất được bảo vệ cũng là tại Hoa Kỳ, khi tổng thống Abraham Lincoln ký sắc luật của Quốc hội Hoa Kỳ ngày 30 tháng 6 năm 1864, nhượng lại thung lũng Yosemite và rừng Mariposa với các cây cự sam (hay cù tùng khổng lồ) (sau này là Vườn quốc gia Yosemite) cho bang California, trong đó ghi rõ:
Bang đã đề cập [California] tới sẽ chấp nhận sự chuyển nhượng này với các điều kiện rõ ràng rằng các tài sản sẽ được duy trì để sử dụng công cộng, làm trung tâm nghỉ ngơi và tiêu khiển; sẽ không được chuyển nhượng vào bất kỳ thời gian nào.

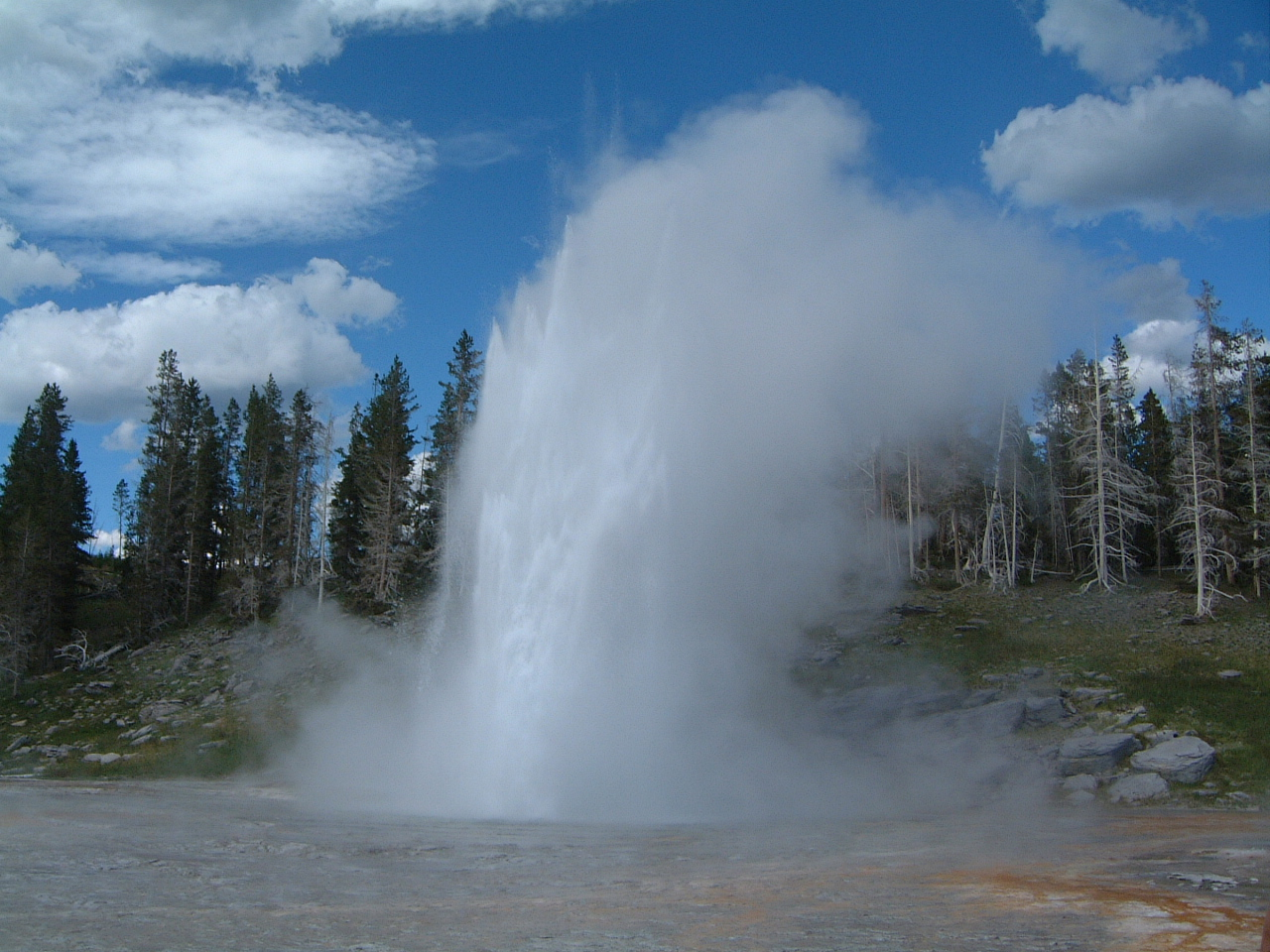
Vườn quốc gia Yellowstone, Hoa Kỳ.

Năm 1872, Vườn quốc gia Yellowstone đã được thành lập như là vườn quốc gia thật sự đầu tiên trên thế giới. Khi tin tức về các kỳ quan thiên nhiên của khu vực Yellowstone lần đầu tiên được công bố thì vùng đất này, khác với Yosemite, đang là một phần của lãnh thổ mà chưa một bang nào chiếm quyền quản lý, vì thế chính quyền liên bang đã chịu trách nhiệm trực tiếp quản lý, một quá trình chính thức được hoàn thành vào ngày 1 tháng 10 năm 1890. Nó là cố gắng và lợi ích tổ hợp của các nhà bảo tồn, các chính khách và đặc biệt là các doanh nhân (cụ thể là công ty quản lý tuyến đường sắt Bắc Thái Bình Dương, mà hành trình đi qua Montana đã thu được lợi ích lớn nhờ sự tạo ra điểm hấp dẫn du khách này), để đảm bảo rằng Quốc hội Hoa Kỳ sẽ thông qua sắc luật nhằm thành lập Vườn quốc gia Yellowstone.
Wallace Stegner đã viết rằng vườn quốc gia là ý tưởng tốt nhất của người Mỹ – xuất phát từ việc bảo tồn mang tính hoàng tộc mà các chính thể Cựu thế giới phục vụ cho chính bản thân họ - để tạo ra sự bảo tồn dân chủ, mở cho tất cả mọi người, "nó phản ánh chúng ta ở khía cạnh tốt nhất, chứ không phải ở khía cạnh tệ nhất.". Tuy vậy, chỉ 44 năm sau khi thành lập các vườn quốc gia Yellowstone, Yosemite và gần 37 vườn quốc gia, khu bảo tồn khác thì cơ quan nhà nước quản lý toàn diện các khu vực này mới được thành lập tại Hoa Kỳ - đó là Cục Vườn Quốc gia Hoa Kỳ (NPS). Một điều thú vị là một doanh nhân, ông Stephen Mather, đã là người thúc đẩy mạnh mẽ nhất cho việc thành lập NPS, ông dã viết cho Franklin Knight Lane, khi đó là Bộ trưởng Nội vụ về nhu cầu đó. Lane đã mời Mather đến Washington, D.C để làm việc cùng ông trong soạn thảo và chờ sự thông qua của dự luật về tổ chức NPS, được Quốc hội Hoa Kỳ phê chuẩn và ký ngày 25 tháng 8 năm 1916.
Số lượng các khu vực hiện tại do NPS quản lý tại Hoa Kỳ là 391, trong đó chỉ có 58 là các vườn quốc gia.
Tại các quốc gia khác, ý tưởng về thành lập vườn quốc gia như Yellowstone cũng đã dần dần được chấp nhận. Tại Australia, Vườn quốc gia Hoàng gia đã được thành lập ở phía nam Sydney năm 1879. Tại Canada, Vườn quốc gia Banff (khi đó gọi là Vườn quốc gia núi Rocky) là vườn quốc gia đầu tiên của nước này vào năm 1885. New Zealand có vườn quốc gia đầu tiên vào năm 1887. Tại châu Âu các vườn quốc gia đầu tiên là tập hợp gồm 9 vườn tại Thụy Điển vào năm 1909. Hiện tại, châu Âu có 370 vườn quốc gia .
Sau Đại chiến thế giới lần thứ hai, các vườn quốc gia đã được thành lập trên khắp thế giới. Vườn quốc gia Vanoise trong khu vực dãy núi Alps là vườn quốc gia đầu tiên của Pháp, thành lập năm 1963 sau khi diễn ra các cuộc biểu tình ngăn chặn một dự án du lịch tại đây. Tại Việt Nam, Vườn quốc gia Cúc Phương thành lập năm 1966 là vườn quốc gia đầu tiên của nước này.

## Các đặc trưng

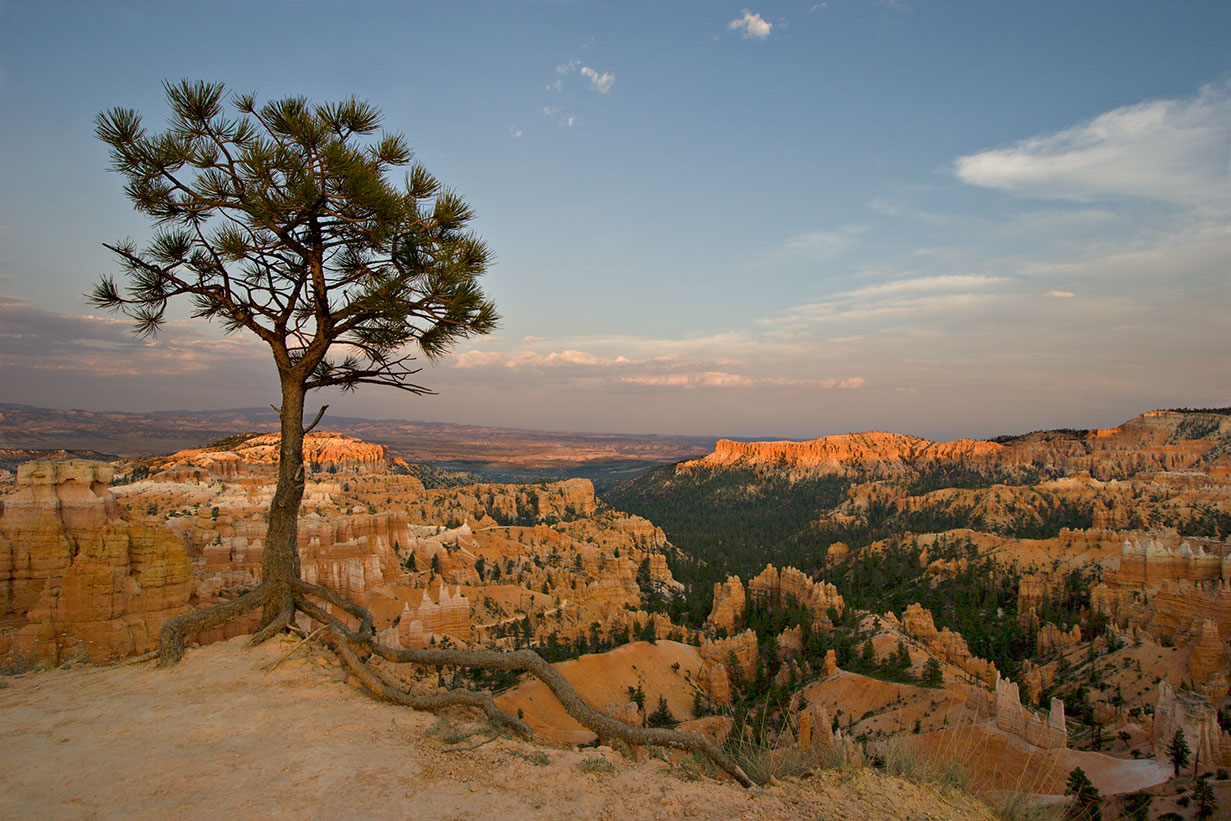
Vườn quốc gia hẻm núi Bryce tại miền nam Utah, Hoa Kỳ được thành lập năm 1928. Trước đây nó là khu bảo tồn quốc gia.

Các vườn quốc gia thông thường nằm tại các khu vực chủ yếu là chưa phát triển, thường là những khu vực với động-thực vật bản địa quý hiếm và các hệ sinh thái đặc biệt (chẳng hạn cụ thể là các loài đang nguy cấp), sự đa dạng sinh học, hay các đặc trưng địa chất đặc biệt. Đôi khi, các vườn quốc gia cũng được thành lập tại các khu vực đã phát triển với mục tiêu làm cho khu vực đó trở lại gần giống như tình trạng ban đầu của nó, càng gần càng tốt.
Tại một số quốc gia, chẳng hạn như tại Vương quốc Anh và Wales, các khu vực được dùng làm vườn quốc gia không phải là vùng hoang vu, cũng không do nhà nước sở hữu, và có thể bao gồm các khu dân cư và việc sử dụng đất là đáng kể, thông thường chúng là một bộ phận hợp thành của cảnh quan khu vực. Vườn quốc gia đầu tiên của Scotland, vườn quốc gia Loch Lomond và Trossachs, được thành lập tháng 7 năm 2002 và vườn quốc gia Cairngorms được thành lập tháng 3 năm 2003.

## Quản lý, sử dụng

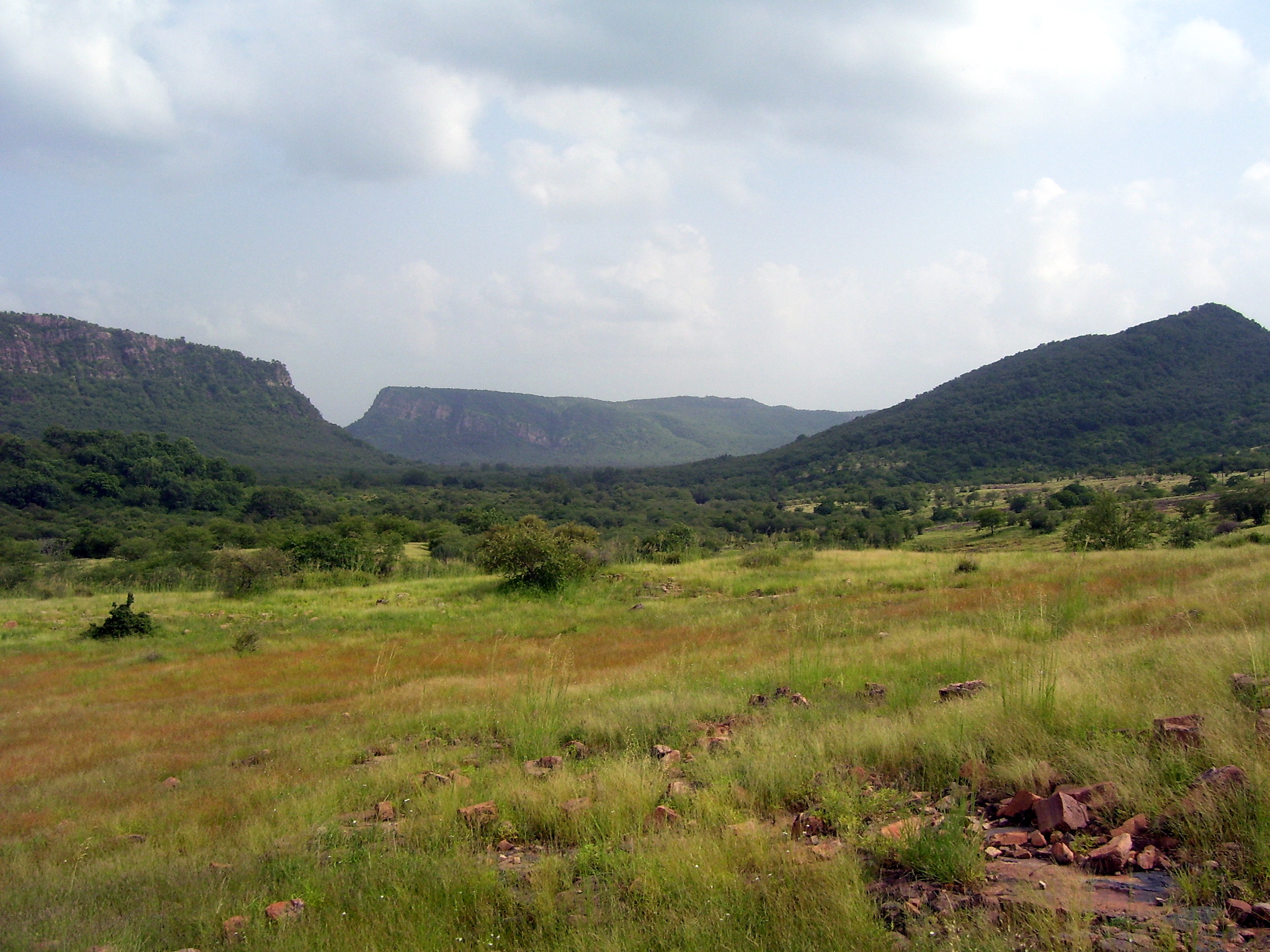
Công viên quốc gia Ranthambore

Phần lớn các vườn quốc gia có vai trò kép, một mặt đây là khu vực cung cấp nơi cư trú cho sự sống hoang dã, mặt khác nó lại phục vụ như là nơi du lịch phổ biến cho quần chúng. Việc quản lý các mâu thuẫn tiềm ẩn giữa hai mục đích này có thể là một vấn đề, cụ thể là du khách sẽ đem lại thu nhập cho vườn quốc gia và vườn quốc gia sử dụng nguồn thu nhập này để duy trì và phát triển các dự án bảo tồn. Các vườn quốc gia cũng là nguồn cung cấp các tài nguyên thiên nhiên có giá trị, chẳng hạn như gỗ, khoáng sản và các loại tài nguyên có giá trị khác. Sự cân bằng giữa nhu cầu khai thác các tài nguyên này với tổn thất do việc khai thác gây ra, thường là thách thức rất quan trọng đối với hệ thống quản lý vườn quốc gia. Các vườn quốc gia cũng hay bị đốn hạ bất hợp pháp và các dạng khai thác lậu khác, đôi khi là do tham nhũng. Điều này đe dọa tính nguyên vẹn của nhiều môi trường sống có giá trị.

## Các dạng bảo tồn khác
Một vài quốc gia cũng chọn các khu vực với tầm quan trọng lịch sử, khoa học hay văn hóa đặc biệt làm vườn quốc gia hoặc là các thực thể đặc biệt trong hệ thống vườn quốc gia của mình. Các quốc gia khác lại sử dụng kiểu khác cho việc bảo tồn các khu vực lịch sử. Một số các khu vực này, nếu đạt được các tiêu chuẩn đã đề ra, có thể được UNESCO công nhận là Di sản thế giới.
Tại nhiều quốc gia, các cơ quan chính quyền địa phương có thể là tổ chức chịu trách nhiệm duy trì hệ thống vườn. Một số trong số các hệ thống vườn này cũng được gọi là vườn quốc gia.

## Một số nơi

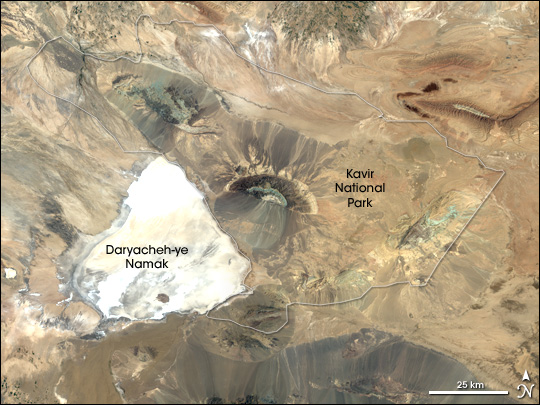
Hình ảnh từ vệ tinh Landsat 7 của vườn quốc gia Kavir, Iran.

### Áo
Hiện tại, Áo có 6 vườn quốc gia với tổng diện tích 2.356 km², chiếm khoảng 2,8% diện tích nước này. 

### Đức
Tại Đức hiện tại có 14 khu vực thiên nhiên có giá trị được gọi là vườn quốc gia. Với 9.134,31 km², các vườn quốc gia của Đức chiếm khoảng 2,6% diện tích nước này.

### Hoa Kỳ
Hiện tại Hoa Kỳ có 58 vườn quốc gia chính thức, nhiều trong số đó đã trên 100 năm tuổi. Vườn quốc gia Yellowstone tại các bang Wyoming, Montana và Idaho được thành lập năm 1872 là vườn quốc gia đầu tiên trên thế giới.

### Việt Nam
Đến năm 2007, Việt Nam có 30 vườn quốc gia, với vườn quốc gia Cúc Phương thành lập năm 1966 là vườn quốc gia đầu tiên tại Việt Nam. Tổng diện tích các vườn quốc gia khoảng 10.350,74 km² (trong đó có 620,10 km² là mặt biển), chiếm khoảng 2,93% diện tích đất liền của nước này.
Đến năm 2020, Việt Nam có 34 vườn quốc gia.